# 伊斯克爾水庫
42°28′14″N 23°34′24″E / 42.47056°N 23.57333°E

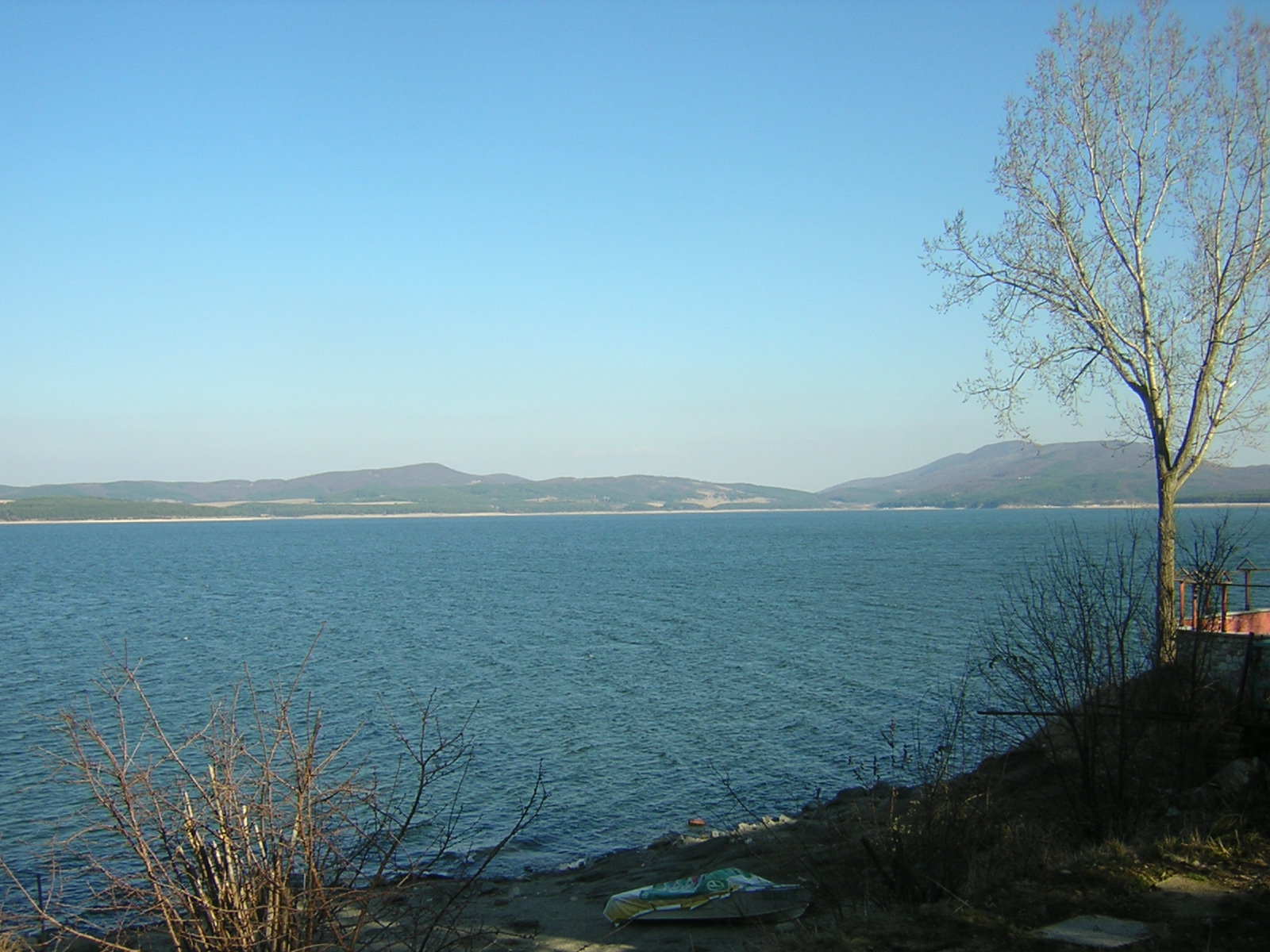

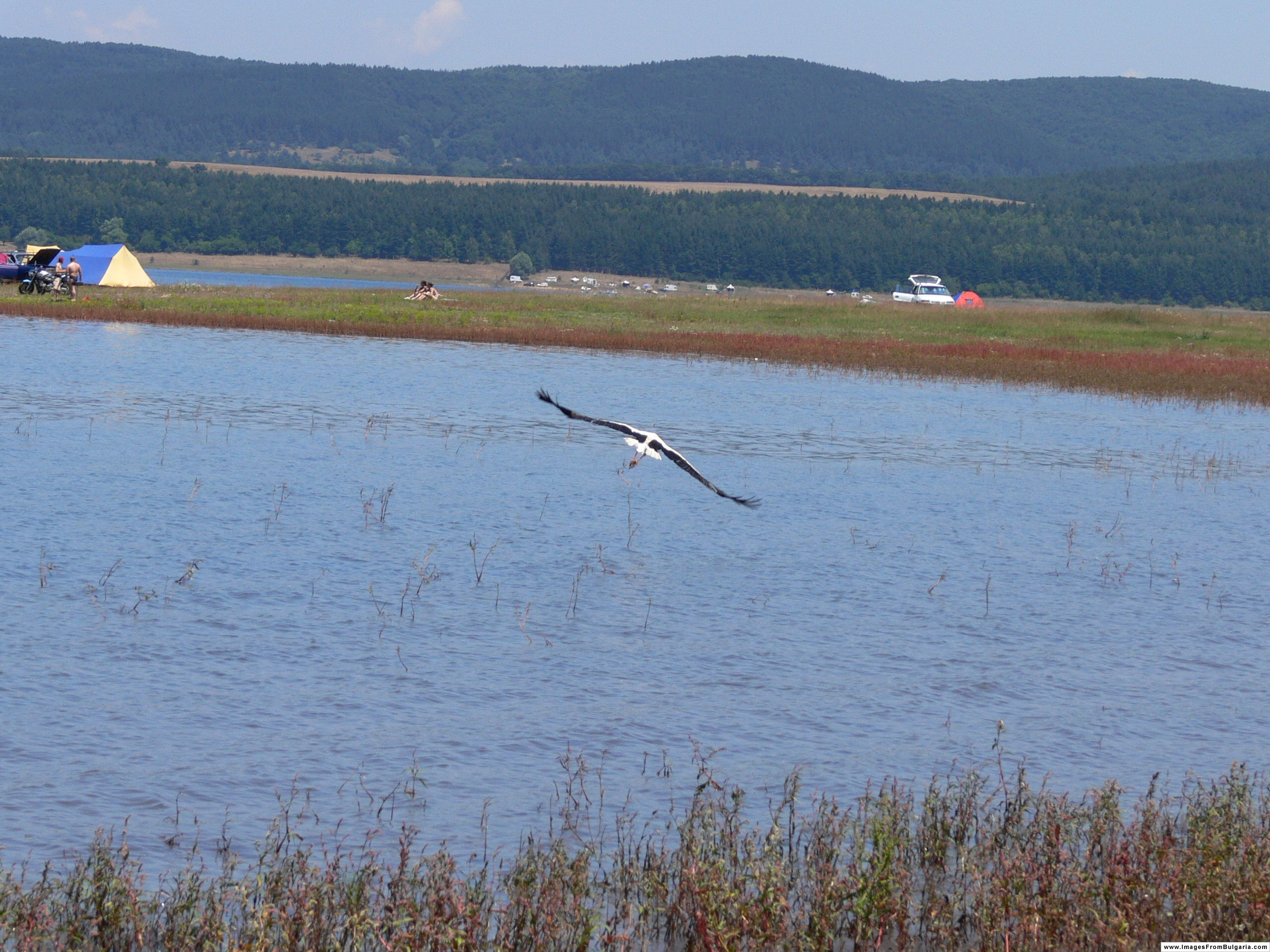

伊斯克爾水庫是保加利亞的水庫，長10.9公里、寬3.4公里，面積30平方公里，集水區面積1,046平方公里，海拔高度850米，蓄水量6.7億立方米，最大水深75米。